# Super Aguri F1
Super Aguri F1 byla japonská automobilová stáj Formule 1. Jejím zakladatelem je bývalý pilot formule 1 Aguri Suzuki. Tým měl své sídlo v Tokiu v Japonsku, ale provozovnu měl v bývalém areálu týmu formule 1 Arrows v Leafieldu v Anglii.

## Vznik týmu
Super Aguri byl jakýmsi neoficiálním B týmem Hondy. Tým používal šasi loňského modelu Hondy, RA106, Honda také samozřejmě dodávala motory. Veřejný tlak v Japonsku přesvědčil Hondu k tomu, aby pomohla svému závodníkovi, v Japonsku velmi populárnímu, Takumovi Sató v setrvání v závodech formule 1. Tento akt se tak stal velmi významnou veličinou k vytvoření týmu Super Aguri F1.
Pro samotný tým bylo velice těžké vůbec nastoupit ke svému prvnímu závodu ve formuli 1 hned z několika důvodů. Původně byl záměr účasti týmu v šampionátu oznámen organizaci FIA 1. listopadu 2006. Ovšem v oficiálním seznamu FIA, týmů účastnících se sezony 2006, Super Aguri nebylo, což bylo zdůvodněno tím, že tým nedokázal včas zaplatit vstupní poplatek $48 milionu.
Ovšem tým znovu zažádal o vstup do sezony 2006 a pokračoval v přípravě vozů pro nadcházející sezonu.

Protože tým zmeškal počáteční registraci, potřeboval aby všech deset týmů souhlasilo s jeho dodatečným vstupem do formule 1. Ovšem ukázalo se, že tým Midland je proti, protože by se snížili jeho odměny za televizní práva. Nakonec se vše vyřešilo všeobecnou dohodou a tým Super Aguri tak mohl startovat v sezoně 2006.

## Závodní historie

### Sezona 2006
Šasi SA05 bylo založeno na Arrowsu A23 z roku 2002, které bylo zakoupeno od bývalého šéfa Minardi Paula Stoddarta, který toto šasi získal, když tým Arrows zbankrotoval. Super Aguri oznámilo, že během sezony vyrobí vlastní šasi, které by mohlo startovat v evropské grand prix, ale očekávání nikdy nebylo naplněno. Místo toho tým zmodernizoval staré šasi, které se tak stalo novým modelem SA06, jenž poprvé startoval v Německu.
Piloty týmu se stali Takuma Sató a nezkušený Júdži Ide, třetím pilotem týmu se stal Franck Montagny. Ovšem už po čtyřech závodech byl Ide kvůli špatným výkonům nahrazen Montagnym od evropské grand prix.
V prvním závodě za Super Aguri, v Grand Prix Bahrajnu, Sató skončil na 18. místě. Ide nedokončil kvůli technickým potížím. Šéf týmu Aguri Suzuki považoval jejich první závod za dobrý test svého týmu, protože do té doby vůz odjel v předsezónních testech pouze 10 kol. Ve třetím závodě se ukázalo jaký pokrok dokázal tým udělat. Oba jezdci dojeli do cíle, Sató na 12. a Ide na 13. místě.

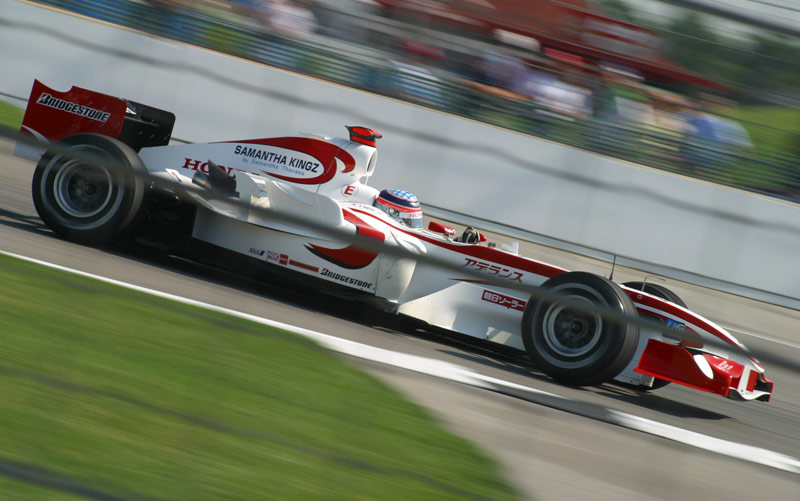
Takuma Sató při Grand Prix USA 2006.

Na žádost ze strany FIA, která se domnívala, že Ide nemá dostatečné zkušenosti, si pro evropskou grand prix Ide s Montagnym své role vyměnili. Což bylo mj. vyvoláno Ideho nebezpečnou kolizí s Christijanem Albersem v San Marinu. Později byla Idemu odebrána jeho superlicence, takže se do kokpitu formule 1 mohl vrátit až v sezoně 2007.
Franck Montagny za tým odjel celkem 7 závodů, posledním byl jeho domácí závod na okruhu Magny-Cours, kde skončil na 16. místě, což bylo jeho nejlepší umístění. Od britské grand prix byl třetím pilotem týmu Sakon Jamamoto, který si od německé grand prix s Montagnym vyměnil svou roli a stal se tak druhým pilotem týmu do konce sezony.

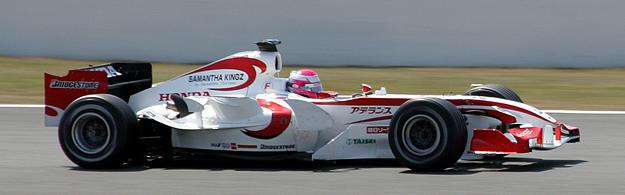
Franck Montagny při Grand Prix Francie 2006.

Vůz se ke konci sezony začal zlepšovat a Sató s ním dokázal zajíždět i rychlejší časy než vozy týmu Midland F1. Nejlepším umístěním v sezoně bylo jeho 10. místo v posledním závodě sezony v Brazílii, ve kterém navíc Jamamoto zajel sedmý nejrychlejší čas na v měřeném kole.

### Sezona 2007
Zprávy hovořili o tom, že bude tým používat šasi Hondy z roku 2006. To se však nelíbilo týmům Williams a Spyker, které bojovali za to, že Super Aguri porušuje pravidla. Týmy citovali fakt z Concordské dohody, že žádný vůz nemůže používat žádné části navržené nebo vyrobené jiným výrobcem vozů formule 1. Vypadalo to, že Super Aguri (stejně jako Toro Rosso a Red Bull) zřejmě toto pravidlo porušilo. Ovšem Super Aguri (stejně tak i týmy Red Bullu) uvedlo, že jejich vůz je v souladu se sportovními řády, nicméně tato záležitost byla pořád velkým předmětem sporu.

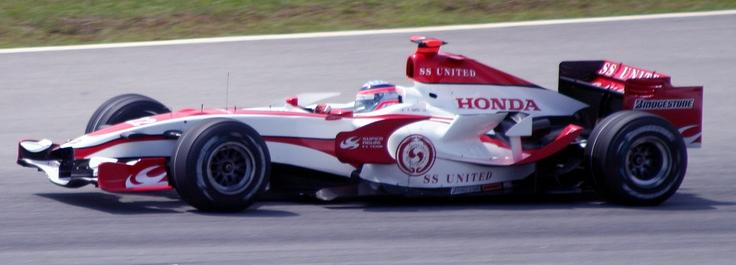
Takuma Sató při Grand Prix Malajsie 2007.

15. listopadu bylo oznámeno, že piloty budou Takuma Sató a Anthony Davidson, který byl dříve testovacím a třetím pilotem Hondy. O měsíc později tým potvrdil, že jejich třetím jezdcem bude Giedo van der Garde, který však ještě před začátkem nové sezony odešel ke Spykeru. Testovacím jezdcem se stal Sakon Jamamoto, který loni za tým odjel posledních 7 závodů.
Tým byl velice zaskočen poté, co jejich nový vůz SA07 neprošel nárazovými testy FIA, při kterých byla zadní část vozu poškozena více než je povoleno. Na novém voze se tedy muselo ještě pracovat. Premiéru si odbyl až 2 dny před prvními testovacími jízdami v Austrálii. Davidson a Sató šokovali mnoho lidí, když dokázali zajet 10. a 11. nejrychlejší čas v kvalifikaci na australskou grand prix. Do té doby bylo nejlepším výsledkem týmu v kvalifikaci 17. místo. Sató nakonec skončil na 12. místě, kdežto Davidsonovi naděje zhatila kolize se Sutilem, který do něho vrazil. Nakonec Davidson po problémech s vibracemi skončil na 16. místě.

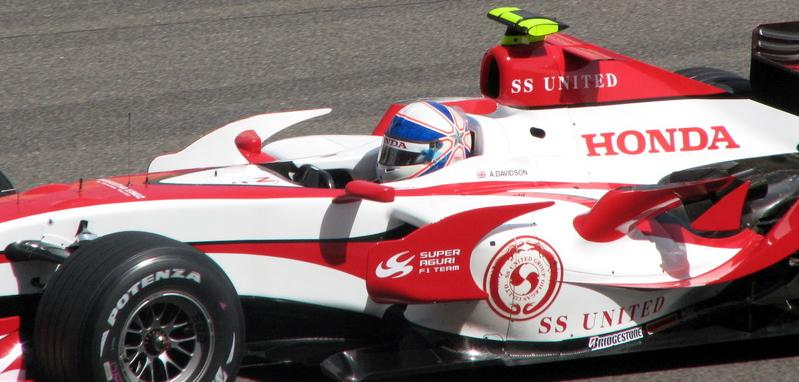
Anthony Davidson při Grand Prix Bahrajnu 2007.

Těsně před australskou grand prix se hlavním sponzorem týmu stala hongkongská firma obchodující s oleji a ropou SS United.
Ve Španělsku tým získal svůj první bod v historii, díky 8. místu Takumy Satóa. V Kanadě tým získal zatím své nejlepší umístění. Sató skončil na 6. místě a získal 3 body, když těsně před koncem závodu předjel obhájce titulu Fernanda Alonsa.
Po evropské grand prix podepsal Sakon Jamamoto smlouvu se Spykerem do konce sezony a stal se jejich druhým pilotem místo Christijana Alberse.
Paradoxem je, že Super Aguri zatím získalo více bodů než jejich sesterský tým Honda, a že s de facto loňským vozem Hondy dokážou zajíždět rychlejší časy než Honda se svým současným typem RA107. honda nakonec získala o dva body více, než Super Aguri, které se tak v poháru konstruktéru umístilo se 4 body na 9. pozici.

### Sezona 2008
Poté, co po čtyřech závodech Super Aguri nezískalo žádný bod, 6.5. odstoupilo.

## Kompletní výsledky ve Formuli 1
| Legenda k tabulce | Legenda k tabulce                                                                       |
| Barva             | Výsledek                                                                                |
| ----------------- | --------------------------------------------------------------------------------------- |
| Zlatá             | Vítěz                                                                                   |
| Stříbrná          | 2. místo                                                                                |
| Bronzová          | 3. místo                                                                                |
| Zelená            | Bodované umístění                                                                       |
| Modrá             | Nebodované umístění                                                                     |
| Modrá             | Dokončil neklasifikován (NC)                                                            |
| Fialová           | Odstoupil (Ret)                                                                         |
| Červená           | Nekvalifikoval se (DNQ)                                                                 |
| Červená           | Nepředkvalifikoval se (DNPQ)                                                            |
| Černá             | Diskvalifikován (DSQ)                                                                   |
| Bílá              | Nestartoval (DNS)                                                                       |
| Bílá              | Závod zrušen (C)                                                                        |
| Světle modrá      | Pouze trénoval (PO)                                                                     |
| Světle modrá      | Páteční testovací jezdec (TD)                                                           |
| Bez barvy         | Netrénoval (DNP)                                                                        |
| Bez barvy         | Vyřazen (EX)                                                                            |
| Bez barvy         | Nepřijel (DNA)                                                                          |
| Bez barvy         | Odvolal účast (WD)                                                                      |
| Bez barvy         | Nezúčastnil se (prázdné)                                                                |
| Označení          | Význam                                                                                  |
| Tučnost           | Pole position                                                                           |
| Kurzíva           | Nejrychlejší kolo                                                                       |
| †                 | Jezdec nedojel do cíle, ale byl klasifikován, protože odjel více než 90 % délky závodu. |
| ‡                 | Byl udělován poloviční počet bodů, protože bylo odjeto méně než 75 % délky závodu.      |
| Horní index       | Umístění bodujících jezdců ve sprintu                                                   |

| Rok  | Šasi      | Motor               | Pneu | Jezdci           | 1   | 2   | 3   | 4   | 5   | 6   | 7   | 8   | 9   | 10  | 11  | 12  | 13  | 14  | 15  | 16  | 17  | 18  | Body | Umístění  |
| ---- | --------- | ------------------- | ---- | ---------------- | --- | --- | --- | --- | --- | --- | --- | --- | --- | --- | --- | --- | --- | --- | --- | --- | --- | --- | ---- | --------- |
| 2006 | SA05 SA06 | Honda RA806E 2.4 V8 | B    |                  | BHR | MAL | AUS | SMR | EUR | ESP | MON | GBR | CAN | USA | FRA | GER | HUN | TUR | ITA | CHN | JPN | BRA | 0    | 11. místo |
| 2006 | SA05 SA06 | Honda RA806E 2.4 V8 | B    | Takuma Sato      | 18  | 14  | 12  | Ret | Ret | 17  | Ret | 17  | 15  | Ret | Ret | Ret | 13  | NC  | 16  | DSQ | 15  | 10  | 0    | 11. místo |
| 2006 | SA05 SA06 | Honda RA806E 2.4 V8 | B    | Yuji Ide         | Ret | Ret | 13  | Ret |     |     |     |     |     |     |     |     |     |     |     |     |     |     | 0    | 11. místo |
| 2006 | SA05 SA06 | Honda RA806E 2.4 V8 | B    | Franck Montagny  |     |     |     |     | Ret | Ret | 16  | 18  | Ret | Ret | 16  |     |     |     |     |     |     |     | 0    | 11. místo |
| 2006 | SA05 SA06 | Honda RA806E 2.4 V8 | B    | Sakon Yamamoto   |     |     |     |     |     |     |     |     |     |     |     | Ret | Ret | Ret | Ret | 16  | 17  | 16  | 0    | 11. místo |
| 2007 | SA07      | Honda RA807E 2.4 V8 | B    |                  | AUS | MAL | BHR | ESP | MON | CAN | USA | FRA | GBR | EUR | HUN | TUR | ITA | BEL | JPN | CHN | BRA |     | 4    | 9. místo  |
| 2007 | SA07      | Honda RA807E 2.4 V8 | B    | Takuma Sato      | 12  | 13  | Ret | 8   | 17  | 6   | Ret | 16  | 14  | Ret | 15  | 18  | 16  | 15  | 15  | 14  | 12  |     | 4    | 9. místo  |
| 2007 | SA07      | Honda RA807E 2.4 V8 | B    | Anthony Davidson | 16  | 16  | 16  | 11  | 18  | 11  | 11  | Ret | Ret | 12  | Ret | 14  | 14  | 16  | Ret | Ret | 14  |     | 4    | 9. místo  |
| 2008 | SA08      | Honda RA808E 2.4 V8 | B    |                  | AUS | MAL | BHR | ESP | TUR | MON | CAN | FRA | GBR | GER | HUN | EUR | BEL | ITA | SIN | JPN | CHN | BRA | 0    | 11. místo |
| 2008 | SA08      | Honda RA808E 2.4 V8 | B    | Takuma Sato      | Ret | 16  | 17  | 13  |     |     |     |     |     |     |     |     |     |     |     |     |     |     | 0    | 11. místo |
| 2008 | SA08      | Honda RA808E 2.4 V8 | B    | Anthony Davidson | Ret | 15  | 16  | Ret |     |     |     |     |     |     |     |     |     |     |     |     |     |     | 0    | 11. místo |